# Mortagne-sur-Gironde
Mortagne-sur-Gironde là một xã trong tỉnh Charente-Maritime trong vùng Nouvelle-Aquitaine tây nam nước Pháp. Xã này nằm ở khu vực có độ cao từ 0-64 mét trên mực nước biển.